# Obrapa leucostigma
Obrapa leucostigma är en tvåvingeart som beskrevs av Mario Bezzi 1928. Obrapa leucostigma ingår i släktet Obrapa och familjen vapenflugor.
Artens utbredningsområde är Fiji. Inga underarter finns listade i Catalogue of Life.